# Discophora propinqua
Discophora propinqua är en fjärilsart som beskrevs av Hans Ferdinand Emil Julius Stichel 1900. Discophora propinqua ingår i släktet Discophora och familjen praktfjärilar. Inga underarter finns listade i Catalogue of Life.